# Ozma (groupe de jazz)
Ozma, stylisé OZMA, est un groupe de jazz moderne français, originaire de Strasbourg, dans le Bas-Rhin. Formé en 2001, il a pour leader le compositeur et batteur Stéphane Scharlé.

## Biographie

### Débuts (2001—2004)
Ozma est formé en 2001 à la suite de la rencontre de trois étudiants du département jazz du conservatoire de Strasbourg : Adrien Dennefeld à la guitare, Édouard Séro-Guillaume à la basse et Stéphane Scharlé à la batterie. Initialement un groupe de travail, le trio compose ses premières pièces inspirées du mouvement m-base, de la funk et du jazz fusion.

### Évolution en quintet (2004—2009)
En 2004, le trio s’agrandit avec l'arrivée de Guillaume Nuss au trombone et David Florsch au saxophone. L'année suivante, le quintet enregistre son premier album Ozma au studio Klein Leberau de Rodolphe Burger à Sainte-Marie-aux-Mines. La musique de ce premier opus est définie par le quintet comme du « jazz funkamétrique », hommage à ses premières amours. En juillet 2006, le quintet remporte le grand prix de groupe au concours national La Défense Jazz Festival à Paris. Le premier prix de soliste revient au tromboniste de l'ensemble, Guillaume Nuss.
Grâce à cette victoire, le quintet se voit proposer un contrat de disque avec le label Juste une trace qui donnera naissance au disque Electric Taxi Land, début d'une longue collaboration avec le label. Ce deuxième album voit naitre l’appellation « jazz explosif » un concept traduisant selon les mots du groupe « l’énergie et la fougue qui caractérise [leur] musique […] sans l'enfermer dans un style particulier ». En 2007 et 2008, Ozma est labellisé « jazz primeur » par Culturesfrance, un accompagnement qui permet au quintet de s'exporter à l'international parmi treize autres artistes sélectionnés dont Éric Legnini, Géraldine Laurent, Pierrick Pédron, Thomas Enhco, Frank Woeste… En 2008, le trio d'origine accompagne le griot burkinabé Moussa Coulibaly, pour Ozmafrica une tournée de six semaines au Burkina Faso. L'année suivante, Guillaume Nuss est remplacé par Mathias Mahler au trombone avec qui Ozma enregistre son troisième opus Strange Traffic.

### Premiers projets parallèles (2010)
En 2010, Ozma s'ouvre à d'autres formes de spectacles, en créant coup sur coup son premier ciné-concert Vampyr de Dreyer et son premier photo-concert en partenariat avec la Chambre. Cette même année, Ozma crée également le grand ensemble Ozma Orkestrâ en coproduction avec le festival Jazzdor, à Strasbourg. Pour assurer la diffusion de ces projets, l'ensemble crée une structure, La Compagnie Tangram.

### Passage en quartet (2010—2015)
Après trois créations de projets parallèles en quartet, Ozma décide de continuer sous cette forme et s’attèle à la composition de Peacemaker, son quatrième album. Ce dernier sort en 2011 et obtient un bon accueil critique,. En 2012, le quartet crée un spectacle alliant danse, musique carnatique et jazz avec l'ensemble gujarati Darpana lors d'une tournée indienne. Dix musiciens et deux danseurs (dont Revanta Sarabhai) se côtoient sur scène. Ce spectacle est présenté en France en 2013.
Cette même année, le quartet crée le spectacle New Tales dont est issu l'album concept du même nom. Ce show intégrant projection 3D et mapping implique les artistes visuels Ramona Poenaru et Sébastien Régall. Il est pensé comme une seule et unique histoire composée de multiples parties / morceaux, racontant l'histoire fantasmée de Jim, un personnage fictif, et se situe à mi-chemin entre jazz et rock progressif. L'année 2013 marque également la création d'un nouveau photo-concert en trio (guitare, basse, batterie) sur des archives de la Grande Guerre : 1914-1918, d'Autres Regards, procédant en composition et en improvisation, avec une interaction entre ces deux pratiques.
En 2014, Ozma crée à Durban le spectacle 20 ! Between Hopes and Possibilities en hommage aux vingt ans de démocratie en Afrique du Sud. À cette occasion, David Poteaux-Razel, remplace Adrien Dennefeld qui quitte le groupe. David Poteaux-Razel participe également à la création du ciné-concert Annecy court(s) toujours (2014) sur des films primés au Festival international du film d'animation d'Annecy.
L'année 2015 voit le départ du saxophoniste David Florsch qui est remplacé par Julien Soro. Le guitariste Paul Jarret participe à deux créations : Les Pionniers de l'animation (Lobster Films) et Méliès (Lobster Films) créé en Angleterre.

### Retour en quintet (depuis 2016)

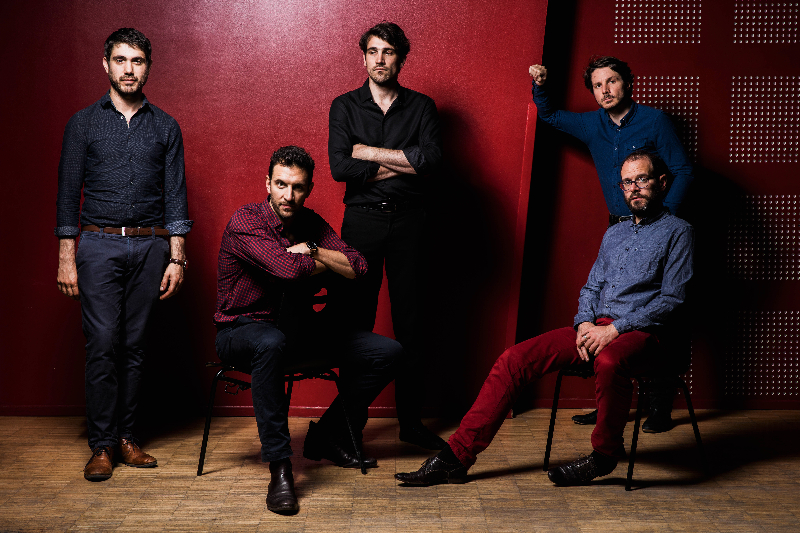
Ozma quintet en 2016.

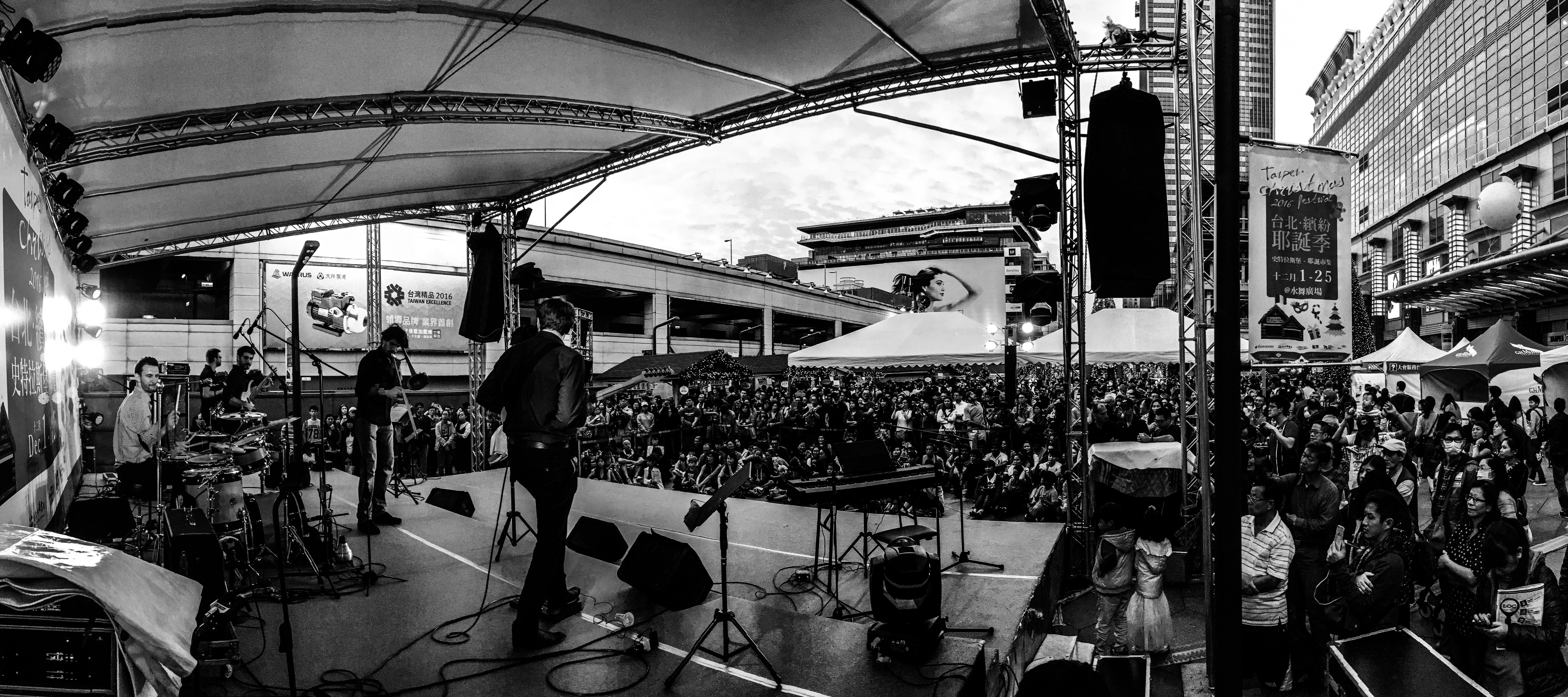
Ozma, en concert à Taipei, en 2016.

Au début de l'année 2016, Stéphane Scharlé et Édouard Séro-Guillaume s'attaquent à l'écriture du sixième album d'Ozma. Welcome Home qui scelle une nouvelle collaboration avec le label Cristal Records, marque également le retour du tromboniste originel Guillaume Nuss au sein de l'ensemble. Tam de Villiers officie désormais à la guitare et Julien Soro aux saxophones. L'album qui sort en octobre 2016 reçoit de bons retours presse,, et le quintet enchaine les tournées en Europe, Asie et Amérique du Sud en 2016-2017,,,. 2017 est également l'année de la création d'un nouveau ciné-concert : Le Monde perdu de Harry O. Hoyt présenté au festival Off d'Avignon.
En 2018, le quintet Ozma est en tournée mondiale avec son album Welcome Home et donne 56 concerts dans 13 pays en Europe, Afrique et Asie. Cette tournée inspire au batteur Stéphane Scharlé l'écriture du 7e album du quintet, Hyperlapse, qui paraitra simultanément le 7 février 2020 sur le label français Cristal Records (monde hors Allemagne-Autriche-Suisse) et le label allemand Berthold Records (Allemagne-Autriche-Suisse),,,,.

## Membres

### Membres actuels
- Stéphane Scharlé — batterie, compositions
- Édouard Séro-Guillaume — basse, claviers
- Tam de Villiers — guitare
- Guillaume Nuss — trombone, effets sonores
- Julien Soro — saxophone, claviers

### Anciens membres
- Adrien Dennefeld — guitare
- David Florsch — saxophones
- Mathias Mahler — trombone
- David Poteaux-Razel — guitare
- Manu Adnot — guitare
- Paul Jarret — guitare
- Daniel Zimmermann — trombone

## Discographie
- 2005 : Ozma (auto-produit)[2]
- 2007 : Electric Taxi Land (Juste une trace)[4],[6]
- 2009 : Strange Traffic (Juste une trace)[7],[29]
- 2011 : Peacemaker (Juste une trace)[11]
- 2013 : New Tales (Juste une trace)[30],[14]
- 2016 : Welcome Home (Cristal Records)[16],[18],[17]
- 2020 : Hyperlapse (Cristal Records/Berthold Records)[28]

## Filmographie

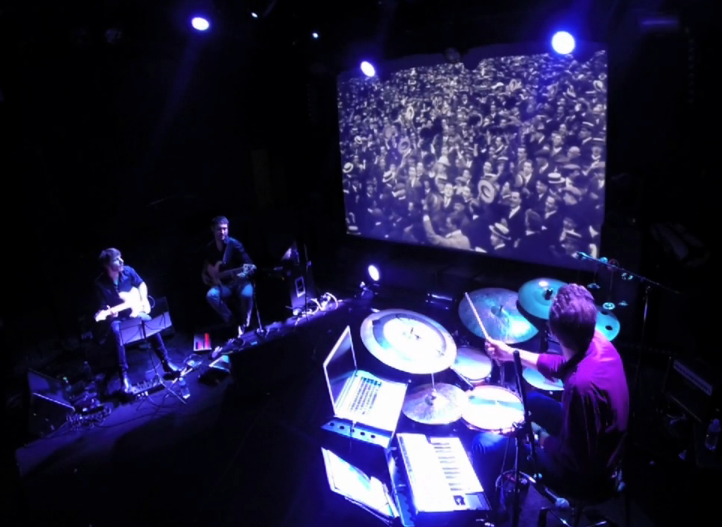
Ozma, photo-concert 1914-1918.

En septembre 2019, Ozma débute la diffusion sur YouTube de sa websérie High, Far and Loud qui retrace un an de tournée mondiale, 18 épisodes en Europe et en Afrique,,.

## Projets parallèles
Voici la liste au 1er septembre 2017 des projets parallèles d'Ozma : rencontres avec des artistes étrangers, photo-concerts et ciné-concerts.
- 2008 : Ozmafrica : création avec l'ensemble Zimawé et tournée au Burkina Faso
- 2010 : Photo-concert : en partenariat avec la Chambre
- 2010 : Vampyr : ciné-concert sur le film de Carl Theodor Dreyer[34]
- 2010 : Le Cuirassé Potemkine : ciné-concert sur le film de Sergueï Eisenstein[35]
- 2010 : Ozma Orkestrâ : grand ensemble de dix musiciens alsaciens[10]
- 2012 : Les Trois Âges : ciné-concert sur le film de Buster Keaton[36]
- 2012 : Ozma and Darpana : grand ensemble franco-indien créé en Inde[13],[37]
- 2013 : New Tales : concert et arts visuels[38]
- 2013 : 1914-1918, d'Autres Regards : photo-concert sur la Grande Guerre[1],[15]
- 2014 : 20 ! Between hopes and possibilities : photo-concert hommage aux 20 ans de démocratie, crée à Durban (Afrique du Sud)
- 2014 : Annecy Court(s) Toujours : ciné-concert sur des films primés au Festival international du film d'animation d'Annecy[39]
- 2015 : Les Pionniers de l'animation : ciné-concert sur les tout premiers films d'animation[40]
- 2015 : Méliès : ciné-concert sur les grands films de Georges Méliès[41]
- 2017 : Le Monde Perdu : ciné-Concert sur le film de Harry O. Hoyt
- 2018-2019 : Crossroads : photo-concert sur des travaux de photographes internationaux rencontrés en tournée dont Leila Alaoui (Maroc), Wang Fuchun (Chine), Rafs Mayet (Afrique du Sud), Mike Zenari (Luxembourg) et Arko Datta (Inde)[42],[43]

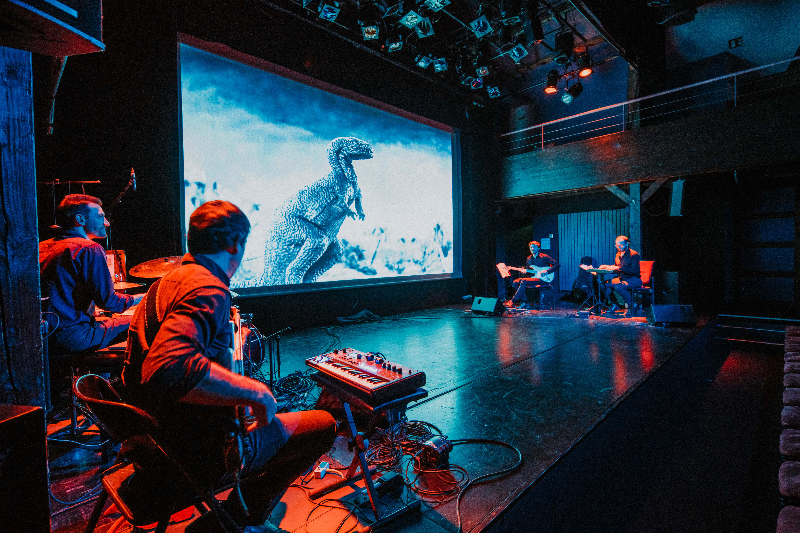
Ozma ciné-concert Le Monde perdu.

## Distinctions et récompenses
- Ozma, Succès export 2018 du Bureau Export est le groupe français de jazz qui s'est le plus exporté dans le monde en 2018[44]
- Ozma, Succès export 2017 du Bureau Export parmi 54 autres artistes français dont Jain, Émile Parisien, William Christie pour leur parcours à l’international en 2017[45],[46].
- Sélection parmi les meilleurs albums de jazz de 2016 pour Les Inrockuptibles[47]
- Sélection au 12 points festival à Dublin en 2013[48]
- Sélection pour le showcase du salon Jazzahead à Brême en 2011[49]
- Lauréat du programme Jazzmigration de l'Association des festivals innovants en jazz et musiques actuelles (AFIJMA) en 2009[50].
- Lauréat Jazz Primeur 2007, décerné par Culturesfrance, opérateur délégué du ministère des Affaires étrangères et du ministère de la Culture et de la Communication pour les échanges culturels internationaux.
- Grand prix de groupe au concours national La Défense Jazz Festival à Paris en 2006[51]